# Volkshaus zum Mohren

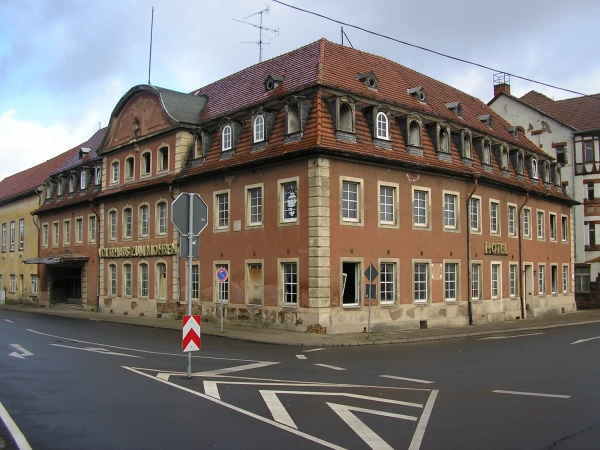
Das Volkshaus zum Mohren im Sommer 2007

Das ehemalige Volkshaus zum Mohren in Gotha, Mohrenstraße 18, war ein historischer Gasthof, ein wichtiges Versammlungslokal und ab 1907 ein bekanntes Volkshaus in Thüringen.

## Lage im Ort und Namensgebung
Das Volkshaus zum Mohren lag in der sogenannten Mohrenvorstadt von Gotha im geschützten Tal des Flutgrabens. Hier kreuzte sich der alte, in Ost-West-Richtung verlaufende Handelsweg Frankfurt–Leipzig, die Via Regia (heute Bundesstraße 7), mit der Nordsüdverbindung Ohrdruf–Langensalza (heute Bundesstraße 247). Die Lage außerhalb des ummauerten mittelalterlichen Stadtkerns hatte den Vorteil, dass Handelswaren nicht der Stadt gegenüber deklariert werden mussten und zudem mehr Platz für die Fuhrwerke zur Verfügung stand als in den engen Gassen der Altstadt.
Die Herkunft und Bedeutung der Bezeichnung Zum Mohren konnte bisher nicht eindeutig geklärt werden. Sie kommt häufiger bei Gasthöfen und Apotheken vor und verweist hier wohl auf den heiligen Mauritius (der Maure), einem römischen christlichen Soldaten, der aus Theben im südlichen Ägypten stammte und als Kommandeur um 290 beim Übergang über die Alpen den Märtyrertod starb, weil er nicht gegen Christen ziehen wollte. Er wird seit dem 4. Jahrhundert als Heiliger verehrt und ist Schutzpatron unter anderem des aus dem 937 gegründeten Mauritiuskloster hervorgegangenen Magdeburger Doms und der im 12. Jahrhundert um die Morizkirche herum entstandenen Stadt Coburg.

## Geschichte

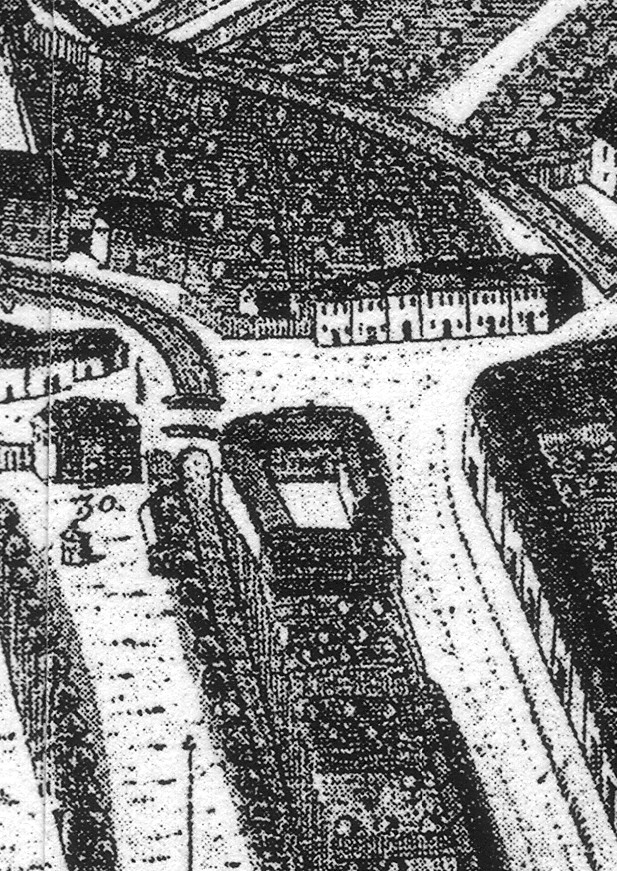
Ausschnitt aus dem Kupferstich von Matthäus Seutter 1740

### Der Gasthof in der frühen Neuzeit: Von Zinzendorf, Goethe und andere
1553 wurde das Haus „Zum Mohren“ erstmals erwähnt.
1661 empfahl Jeremias Wittich den Gasthof ad insigne Aethiopsis (mit dem Bildnis des Mohren) als Absteigequartier. Es war das einzige Wohnhaus außerhalb der Stadt, das beim Bau der barocken Stadtbefestigung 1660 bis 1663 unter Ernst dem Frommen stehen bleiben durfte. 1664 erfolgte die Ersterwähnung bei August Beck. 1730 gehörte das Gasthaus „Zum Mohren“ dem Auditeur Johann Jacob Catterfeld (1684–1749). In einer gleichzeitig durch den Augsburger Kupferstecher Matthäus Seutter (1678–1757) hergestellten Luftansicht Gothas ist das Gasthaus links unten als ein vierflügliger Bau mit Innenhof dargestellt, der direkt am Flutgraben in der damals ca. 50 Häuser umfassenden Vorstadt vor dem Erfurter Tor liegt.
1740 tagte die Weltsynode der Herrnhuter Brüdergemeine im „Mohren“, nachdem ihr Gründer Nikolaus Graf von Zinzendorf zwei Jahre zuvor endgültig aus Kursachsen vertrieben worden war. Diese protestantisch-christliche, pietistische Glaubensbewegung war von ihm 1722 durch Aufnahme von mährischen und böhmischen Exulanten auf Zinzendorfs Gut in der Oberlausitz gegründet worden und hatte sich von dort aus durch intensive Missionstätigkeit in der ganzen Welt verbreitet. Bereits seit 1735 bestanden Gemeinden in Amerika und Afrika. Nach der Gothaer Synode entstand 1743 auch im benachbarten Neudietendorf eine Kolonie der Brüdergemeine. Heute umfasst die Herrnhuter Brüdergemeine ca. 850.000 Mitglieder, vor allem in Afrika, Amerika und Europa.
1749 wurde das Haus durch Tobias Samuel Riede (1704–1757) erworben und 1757 nach dessen Tod an seine Frau Dorothea Margaretha Friederika Riede und seinen Sohn Paul Christoph Riede (1733–1757) weitervererbt. 1760 heiratete die verwitwete Dorothea Riede den Kammerdiener Johann Philipp Freytag (1725–1772) und feierte im „Mohren“ die Hochzeit. Das Haus kam so in Eigentum der Familie Freytag. 1772 übernahm das Haus der Haushofmeister Heinrich Gottfried Freytag (1731–1792). Am 27. Dezember 1775 fand im Mohren ein Maskenball statt, bei dem Johann Wolfgang Goethe teilnahm und anschließend im Haus übernachtete.

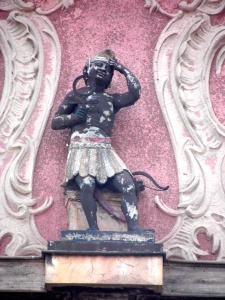
Giebeldetail mit der historischen Mohrenfigur

### 1777 bis 1907: Kaiser Napoleon, König Friedrich von Preußen, Herzog August
1777 ließ Heinrich Gottfried Freytag das Haus durchgreifend umbauen und mit einem Rokoko-Zwerchgiebel versehen. Wahrscheinlich stammt auch die noch vorhandene, puttenhafte Mohrenfigur mit dem äthiopisch-koptischen Kreuz von diesem Umbau. 1794 war Johann Philipp Freytag Gastgeber Zum Mohren. Am 7. Dezember fand im Hause die Hochzeit seiner jüngsten Tochter Auguste Eleonore Freytag mit Georg Bernhard Schäfer (1749–1845) statt. Das Haus kam so in Eigentum der Familie Schäfer.
1801 gab das Liebhabertheater im Mohren eine Jahrhundertfeier, bei der August Wilhelm Ifflands Aussteuer und August von Kotzebues Das Neue Jahrhundert dargeboten wurden. 1805 wurde durch Herzog August (Sachsen-Gotha-Altenburg) die reisende Schauspielergesellschaft von Witter engagiert und im Mohren untergebracht. Sie blieb dort bis 1812 und wohnte danach in der Steinmühle.
1813 übernachtete Kaiser Napoléon Bonaparte auf seinem Rückzug von der Völkerschlacht bei Leipzig vom 25. bis 27. Oktober im Mohren. Bis in die 1920er-Jahre wurde Gästen das Napoleonzimmer gezeigt, auf dessen Tapete sein Adjutant Collendière eine handschriftliche Notiz hinterlassen hatte: Cette piéce était en Novembre 1813 la de-meure du grand Napoléon en retraite ápres la bataille de Leipzig. Collendière. (Dieses Zimmer war im November 1813 die Unterkunft des großen Napoleon auf seinem Rückzug nach der Schlacht von Leipzig.) Das gerahmte Tapetenstück mit der Inschrift wird heute im Schloss Friedenstein aufbewahrt. Zwei Wochen später traf der preußische König Friedrich Wilhelm III am 11. November im Mohren ein, übernachtete und wurde dort von Herzog August empfangen.
1814 wurde am 27. Mai der Gastgeber Georg Bernhard Schäfer für seine Verdienste im Postwesen unter der französischen Besatzung zum Postmeister ernannt. 1815 gab der Komponist Johann Ludwig Böhner im Mohrensaal ein „Vocal- und Instrumental-Concert“. 1824 bestand eine Expedition der Extrapost, die von Johann Georg August Galletti beschrieben wurde. 1825 übernachtete am 16. Oktober König Friedrich Wilhelm III. von Preußen erneut im Mohren. 1828 am 1. November hielt dort der allseits bestaunte erste „Eilwagen“ der Post. 1830 entstand am 24. Mai ein großer Schaden durch ein schweres Gewitter mit Hagelschlag und Überschwemmung.
1845 starb G. B. Schäfer am 27. Juni infolge einer Blasenkrankheit. Er hatte den Gasthof über 50 Jahre lang geführt. Erben wurden sein Sohn Poststallmeister Carl Friedrich August (1796–1880) und seine Schwester Dorothea Gelbke. 1846 verkauften die Erben das Haus an Gastgeber Johann Andreas Fuchs aus Nürnberg. 1848 wurde am 8. Mai zwischen dem Eigentümer und den Poststallmeistern Gustav Malinckrodt Vater und Sohn ein Mietvertrag über 200 Taler jährlich abgeschlossen. 1856 erwarb die Neue Casinogesellschaft den Mohren für 15.100 Taler.
1881 war Poststallmeister Anton Müller Besitzer des Hauses. Er richtete dort in den folgenden Jahren eine Bierhalle „Zur Themse“ ein und ließ durch Franz Brack die Ufermauer zum Flutgraben erneuern. 1897 erwarb die Dampfbierbrauerei M. Soller den gesamten Gebäudekomplex und ließ die Restauration „Zur Themse“ durch den Baugewerksmeister Hermann Erdmann umbauen. Die erste Etage des Hintergebäudes wurde als Werkstelle des Hoffortepianofabrikanten Ernst Munck genutzt.

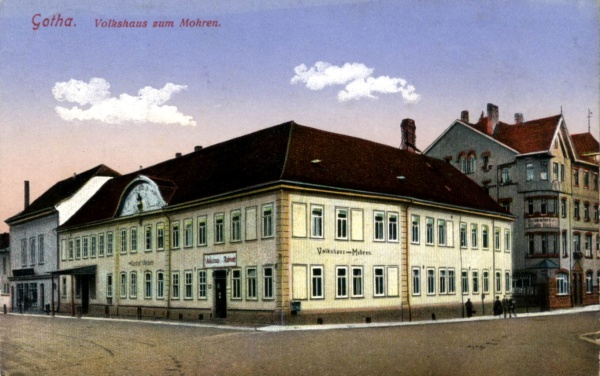
Historische Postkarte von ca. 1910

### 1907 bis 1933: „Volkshaus“ für die Arbeiterbewegung
1907 erwarb der langjährige Gothaer Sozialdemokrat Wilhelm Bock (1846–1931) das repräsentable Gebäude mit großem Garten inmitten der Stadt für 140.000 Mark mit Einschluss der Wirtschaftsgeräte vom Brauereibesitzer Grosch. Er ließ restaurieren und verkaufte es anschließend zum gleichen Preis, den Kauf und Umbau gekostet hatten, an die hierzu gegründete SPD-eigene Volkshaus mit Herberge GmbH. Die Idee, solche Volkshäuser für die Arbeiterbewegung zu gründen, stammt aus den USA und wurde in Thüringen erstmals 1904 mit dem Bau des Volkshaus Jena verwirklicht. Auch in anderen europäischen Ländern wurden damals Volkshäuser gegründet, so beispielsweise 1910 das Volkshaus Zürich.
Auf dem Grundstück zwischen dem Gasthof und dem Flutgraben wurde nach Plänen des Architekten Carl Stehmann (1872–1933) ein mehrgeschossiger Neubau für eine Druckerei und die Gewerkschaft errichtet. In seinen 1927 verfassten Erinnerungen stellte er zu den damaligen Gothaer Bauaktivitäten zufrieden fest: „Nun haben Partei und Gewerkschaften ihr eigenes Heim, sie konnten nebeneinander tagen. Die Gründung des Volkshauses förderte die Bewegung mächtig“.
Am 22. September 1914 wurde im Volkshaus ein Kriegslazarett eingerichtet. Im Dezember 1915 verweigerten 20 Reichstagsabgeordnete, darunter Bock, die Zustimmung zu weiteren Kriegskrediten und wurden daraufhin von der Parteiführung um Friedrich Ebert und Philipp Scheidemann aus Fraktion und Partei ausgeschlossen. Sie gründeten die „Sozialdemokratische Arbeitsgemeinschaft“.
1917 lud die „Fraktion der Sozialdemokratischen Arbeitsgemeinschaft im Reichstag“ zu einer „Reichskonferenz der sozialdemokratischen Opposition“ im Volkshaus zum Mohren in Gotha ein, die vom 6. bis 8. April 1917 stattfand. Es nahmen Delegierte aus 91 sozialdemokratischen Wahlkreisorganisationen und 15 Reichstagsabgeordnete, insgesamt 143 Personen, teil. Sie beschlossen die Gründung der Unabhängigen Sozialdemokratischen Partei Deutschlands (USPD) als eigene Partei neben der SPD. Hauptziel der USPD war es, im Verbund mit Spartakisten und revolutionären Arbeitern die Fortsetzung des Krieges zu verhindern und seine rasche Beendigung zu erzwingen.
Am 31. Oktober 1918 fand im Volkshaus zum Mohren eine Demonstrationsversammlung der USPD statt. Das Haus wurde Tagungsort und Waffendepot des Gothaer Arbeiter- und Soldatenrates sowie des Rates der Volksbeauftragten der Republik Gotha, bestehend aus Wilhelm Bock, Emil Grabow und Adolf Schauder.
1920 tagte am 13. März im Mohren der Vollzugsrat der KPD zur Abwehr des Kapp-Putsches. Am 12. Oktober spaltete sich die USPD auf dem Parteitag in Halle. Während sich Otto Geithner zu den Kommunisten schlug, kehrte Wilhelm Bock zur SPD zurück und schrieb später „Das Gothaer Volkshaus wurde die Stätte von Schreikonzerten, und Geithner – der sich bis zum Parteitag von Halle allzu großer Rüpeleien enthalten hatte, trat nun in seiner vollen Dreistigkeit und Ungeschliffenheit auf. Er hatte sich die Majorität im Genossenschaftsvorstand erschwindelt, beherrschte somit das Volkshaus, an Schimpfworten ließ der es nicht fehlen, meine Tätigkeit im Gothaer Landtag, die er doch stets mitgemacht hatte, begeiferte er und so gingen Tag für Tag Angriffe gegen mich nieder, durch Monate hindurch“. Die Radikalisierung und die Streitereien der linken Parteien führten bei der Bevölkerung zu einem starken Ansehensverlust.

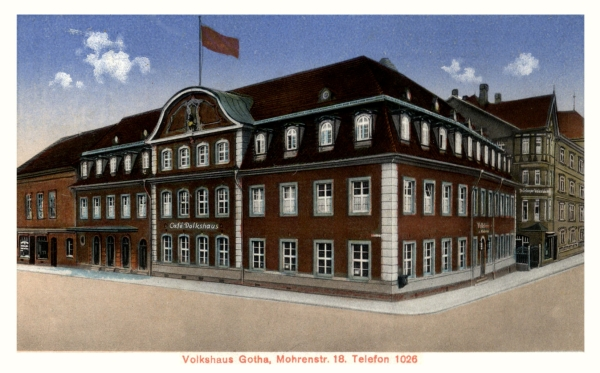
Das Volkshaus nach dem Umbau 1928

1921 zeichnete der Architekt Alfred Cramer einen „Vorentwurf zu einem Stockwerksaufbau auf dem Südflügel des Volkshauses zum Mohren in Gotha“. 1923 sammelte der Ortsausschuss des Allgemeiner Deutscher Gewerkschaftsbundes (ADGB) Beiträge „zur Abtragung der Hypotheken für das Volkshaus Gotha“. 1927 fanden am 20. und 29. Oktober Kundgebungen im Volkshausgarten statt. Es sprachen unter anderem Ernst Thälmann und Walter Ulbricht.
1928 wurde das Volkshaus nach Plänen des Architekten Bruno Tamme durchgreifend umgebaut. Die Fachwerkfassaden wurden massiv erneuert, der Rokokogiebel mit der Mohrenfigur um ein Stockwerk angehoben und das Dach wurde in neobarocken Formen als Mansarddach mit Gauben erneuert, um Platz zu gewinnen. Dabei wurde die historische Mohrenfigur in die Fassade integriert. Die Gaststätte wurde in „Café Volkshaus“ umbenannt. 1930 befanden sich in dem Gebäude nach dem Umbau folgende Organisationen: Sitz des Arbeitersekretariats, die Arbeiter-Sportzentrale, Deutscher Metallarbeiter-Verband, Deutscher Bauarbeiter-Verband, Deutscher Eisenbahner-Verband, Deutscher Maler-Verband, Fabrikarbeiterverband, die Gewerkschaftsherberge, Internationaler Bund der Opfer des Krieges und der Arbeit und Mieterverein. 1932 wurde das gemeinwirtschaftliche Hamburger Versicherungsunternehmen „Volksfürsorge“ neuer Eigentümer des Mohren.
1933 fand am 18. Februar während des Reichstagswahlkampfes eine kommunistische Versammlung im Mohren statt. Dabei wurde die Polizei mit Stühlen beworfen.

### 1933 bis 1990: Staatliches Propagandalokal und Freizeithaus während der Diktaturen
Am 2. Mai 1933, einen Tag nach dem traditionellen „Tag der Arbeit“ wurde das Haus und das benachbarte Gewerkschaftshaus – wie in zirka 160 anderen Städten – durch die SA besetzt und durch die „Nationalsozialistische Betriebszellenorganisation“ (NSBO) übernommen. Das gesamte Eigentum der Gewerkschaften und damit auch die Volksfürsorge und das Haus zum Mohren wurde an die als Nachfolgeorganisation gegründete Deutsche Arbeitsfront (DAF) übertragen. Am 19. August 1933 folgte die Umbenennung „Haus der Deutschen Arbeitsfront“. Untergebracht waren dort ein Hotel mit Gaststätte, das vom Gastwirt Emil Koleda geführt wurde, der „Deutsche Werkmeister-Verband“ und das „Sturmbannbüro 5/95 der Gauleitung Thüringen“. 1935 wurde der Saal umgebaut und erheblich erweitert. 1936 wurde durch Baumeister Pemsel eine Tanzdiele im Wirtschaftsgarten errichtet. 1938 hieß das Hotel – wohl nach dem Standort des Eigentümers – „Hamburger Hof“. Der Straßenname wurde in „Robert-Ley-Straße“ geändert.

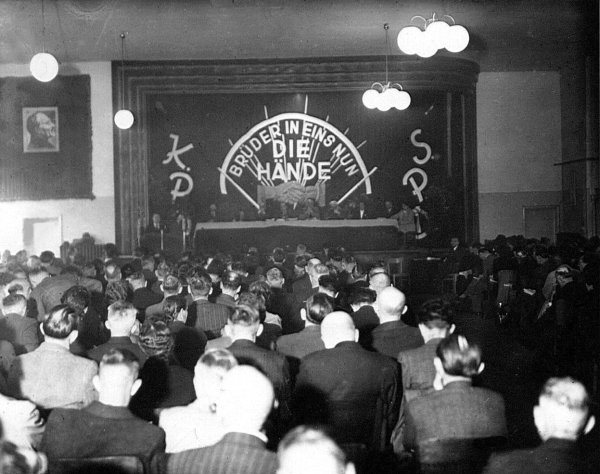
Der große Saal 1946

Im Juli 1945 übernahm die Sowjetische Militäradministration in Deutschland (SMAD) die Verwaltung der Stadt und den Mohren. Als neuer Dachverband der Gewerkschaften im sowjetischen Machtbereich wurde der Freie Deutsche Gewerkschaftsbund (FDGB), gegründet. Die Hauptaufgaben der Organisation bestanden in der Sozialversicherung, der Wahrung der Arbeiterinteressen im Betrieb und der Freizeitgestaltung. Bereits am 21. August eröffnete der FDGB im Mohren eine Geschäftsstelle. Es folgte am 16. September die erste Vollversammlung der Betriebsräte des FDGB, Bezirksausschuss Gotha mit 700 Vertretern aus 160 Betrieben. Am 16. November tagte die Jugend-Gewerkschaftsversammlung. Einen Tag vor Weihnachten wurde ein Bauernmarkt mit freiem Markt im Volksgarten veranstaltet und schließlich wurde am 31. Dezember 1945 das Jahr mit einer Silvesterveranstaltung des Landestheaters, deren Spielstätte im Krieg zerstört worden war, beschlossen. Am 3. Januar 1946 gab es eine KPD-Veranstaltung zum 70. Geburtstag des späteren Staatspräsidenten Wilhelm Pieck, am 13. Januar eine Lenin-Liebknecht-Luxemburg-Feier mit Werner Eggerath als Referenten und am 15. Januar die erste gemeinsame Funktionärskonferenz von KPD und SPD.
Das Restaurant-Café und Hotel wurde am 16. Februar 1946 wieder eröffnet. Am 25. Februar übergab die SMA das Haus an den FDGB. Am 22. März fand die Gründungsfeier des FDJ-Ortsverbandes statt, am 9. März kamen ungefähr 500 Delegierte zum Landarbeitertag zur Vorbereitung der Frühjahrsbestellung zusammen, am 6. April fand der letzte Landesparteitag der KPD mit Wilhelm Pieck zur Vorbereitung des Vereinigungsparteitages, (21. und 22. April in Berlin) statt, am 24. August gab es eine große öffentliche Frauenversammlung und am 22. September folgte eine Gedenkfeier zu Ehren der Opfer des Faschismus im Großen Saal mit einer Gedenkrede durch Otto Geithner. Am 4. Mai 1947 wurde eine feierliche Tagung mit Walter Ulbricht zum 1. Jahrestag der SED veranstaltet. Aus Anlass des 200. Geburtstages Johann Wolfgang Goethes am 29. Mai 1949 eine Gedenktafel an dem Haus angebracht. Am 18. August fand eine Gedenkfeier zum 5. Jahrestag der Ermordung Ernst Thälmann statt.

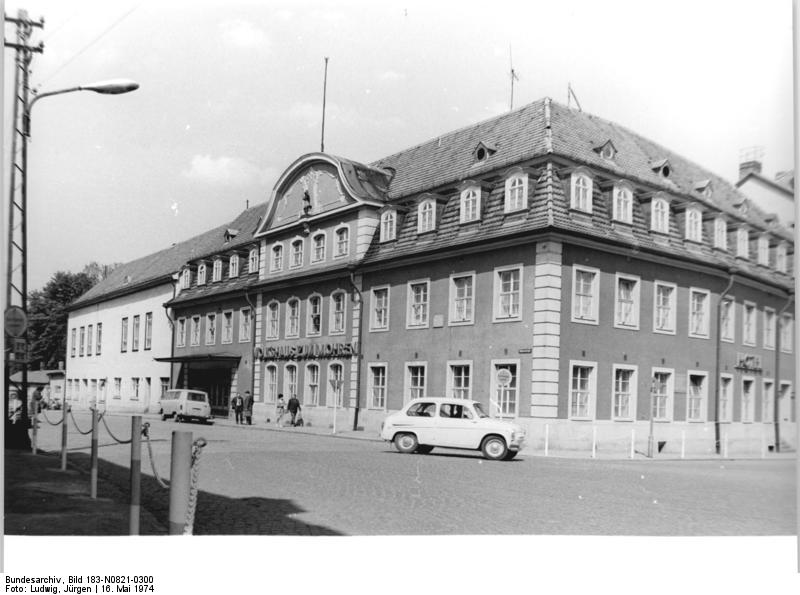
Volkshaus zum Mohren, 1974

1951 übernahm die Handelsorganisation (HO) das Haus und eröffnete am 16. September ein HO-Hotel und eine HO-Gaststätte. 1953 gab es am 17. November im Mohren eine Großkundgebung zum Monat der Gesellschaft für Deutsch-Sowjetische Freundschaft (DSF) mit dem stellvertretenden Ministerpräsidenten Otto Nuschke. Es folgte am 29. Dezember eine Festveranstaltung der SED zum 35. Jahrestag der Gründung der KPD.
In den folgenden Jahrzehnten war das Volkshaus zum Mohren der führende Veranstaltungsort in Gotha für Tagungen, Familien- und Firmenfeiern, Konzerte und Tanzstunden. 1990 wurde das Volkshaus zum Mohren der Treuhandanstalt zugeordnet.

### Nach der Wende: Schließung und Abriss

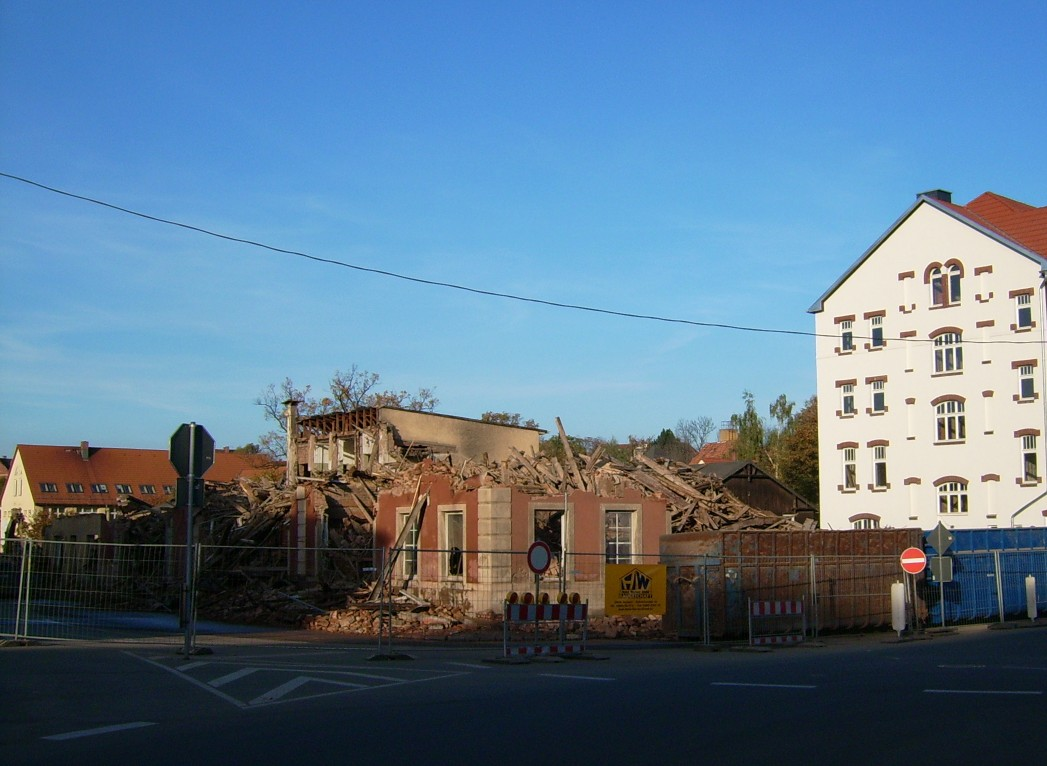
Nach dem Abriss blieb nur noch ein Trümmerfeld

Die Treuhandanstalt ließ zunächst noch die Fenster und die notwendigste Haustechnik erneuern, schloss jedoch zum 31. Januar 1991 das ehemalige HO-Hotel und die HO-Gaststätte und verkaufte 1994 Gebäude und Grundstücke an einen privaten Bauträger, der jedoch 1997 insolvent wurde.
2000 wurde das Sanierungsgebiet Altstadt um das Mohrenviertel erweitert. 2001 führte Frank Horny im Auftrag des Landesdenkmalamts Thüringen eine bauhistorische Untersuchung zu dem im Denkmalbuch als Kulturdenkmal ausgewiesenen Gebäude durch. Dabei stellte er fest: „Das Objekt erfüllt die Merkmale eines Kulturdenkmals, womit es zwangsläufig den Bestimmungen des Thüringer Denkmalschutzgesetzes unterliegt.“
Am 25. Mai 2007 erwarb die Stadt Gotha die Grundstücke im Rahmen einer Zwangsversteigerung. Am 6. Juni 2007 beschloss der Stadtrat auf Grundlage einer Beschlussvorlage von Oberbürgermeister Knut Kreuch, gegen die Stimmen der Fraktion die Linke und gegen Bedenken des Denkmalbeirates den Abbruch des bautechnisch noch intakten Kulturdenkmals. Im Oktober 2007 wurde das Gebäude trotz massiven öffentlichen Protestes, der sich in Leserbriefen, Kundgebungen und Rechtsgutachten manifestierte, abgerissen. Die Abbruchkosten betrugen brutto 117.572 Euro.